# Minszki metró
A minszki metró (belarusz nyelven Мінскі метрапалітэн) Fehéroroszország egyetlen metrórendszere, melyet 1984. június 30-án nyitottak meg Minszkben. Két vonalának, a Maszkovszkajának (kék vonal, belarusz nyelven Маскоўская, magyar jelentése: Moszkvai) és az Avtazavodzkajának (piros vonal, belarusz nyelven Аўтазаводзкая, magyarul: Autógyári) együttes hossza 37,2 km és összesen 28 állomásuk van. 2014-ben 872 700 fő használta naponta.

## Története
Az 1-es metró építését 1977. május 3-án kezdték el és 1984. június 30-án adták át, ezzel a minszki lett a kilencedik metróhálózat a Szovjetunióban. Az 1-es metró eredetileg 8 állomással nyílt meg Insztitut Kulturi–Maszkovszkaja szakaszon. 1986-ban egy megállóval hosszabb lett, az Uszhod állomásig közlekedett. 1990. december 31-én átadták a 2-es metrót Traktarnyi zavod–Frunzjenszkaja szakaszon, majd 1991-ben új megállóhelyet kapott Pjersamajszkaja néven. 1995 júliusától 2005 novemberéig ötször bővítették a 2-es metró vonalát, ekkor érte el jelenlegi 18,1 kilométeres hosszát. 2007 és 2014 között az 1-es metrót is meghosszabbították mindkét irányba: a vonal 6 új állomást kapott, jelenlegi végállomásai Malinavka és Urucscsa.

### Incidensek
- 2011. április 11-én bomba robbant a Kasztricsnyickaja állomáson (a kék és a piros metróvonal egyetlen átszállási kapcsolatánál). A robbantásban 15-en meghaltak és 204-en megsebesültek.

## Vonalak
| Vonal    | Vonal neve belarusz nyelven      | Útvonal                           | Üzembe helyezve | Utolsó fejlesztés | Hossz (km) | Állomások száma    |
| -------- | -------------------------------- | --------------------------------- | --------------- | ----------------- | ---------- | ------------------ |
| 1        | Maszkovszkaja (Маскоўская)       | Urucscsa ↔ Malinavka              | 1984            | 2014              | 19,1       | 15                 |
| 2        | Avtozavodszkaja (Аўтазаводзкая)  | Kamjennaja Horka ↔ Mahiljovszkaja | 1990            | 2005              | 18,1       | 14                 |
| 3        | Zelenoluzsszkaja (Зеленолужская) | Urucscsa ↔ Malinavka              | 2020            | 2020              | 3,5        | 4 (3 építés alatt) |
| Összesen | Összesen                         | Összesen                          | Összesen        | Összesen          | 40,8       | 33                 |

### Építés alatt álló és tervezett vonalak
| Vonal    | Vonal neve belarusz nyelven | Útvonal  | Üzembe helyezve       | Utolsó fejlesztés     | Hossz (km) | Állomások száma |
| -------- | --------------------------- | -------- | --------------------- | --------------------- | ---------- | --------------- |
| 4        | Csetvjortaja (Четвёртая)    | ?        | 2020 után (tervezett) | 2020 után (tervezett) | 25,4       | 17              |
| Összesen | Összesen                    | Összesen | Összesen              | Összesen              | 25,4       | 17              |

## Maszkovszkaja vonal

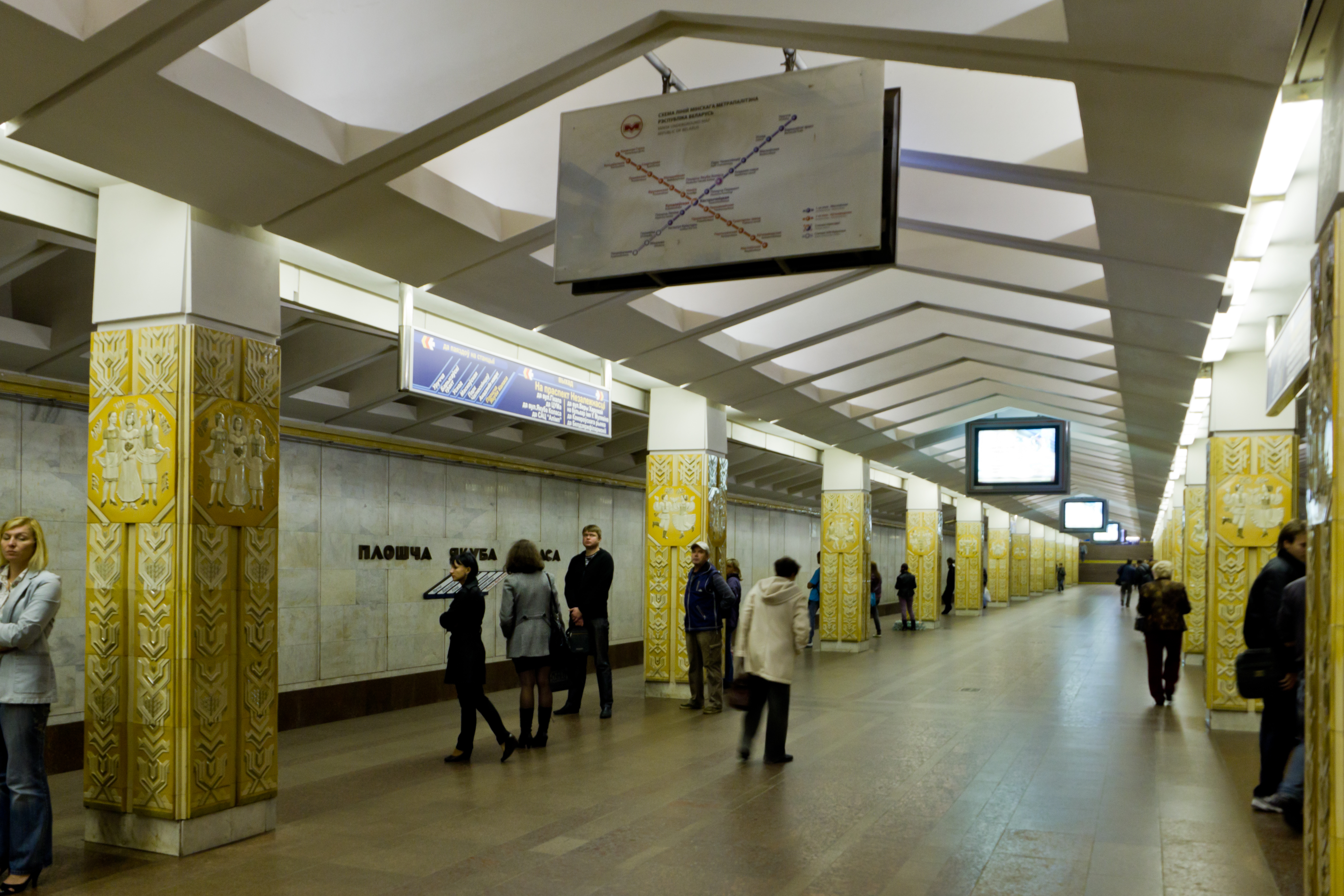
Ploscsa Jakuba Kolasza
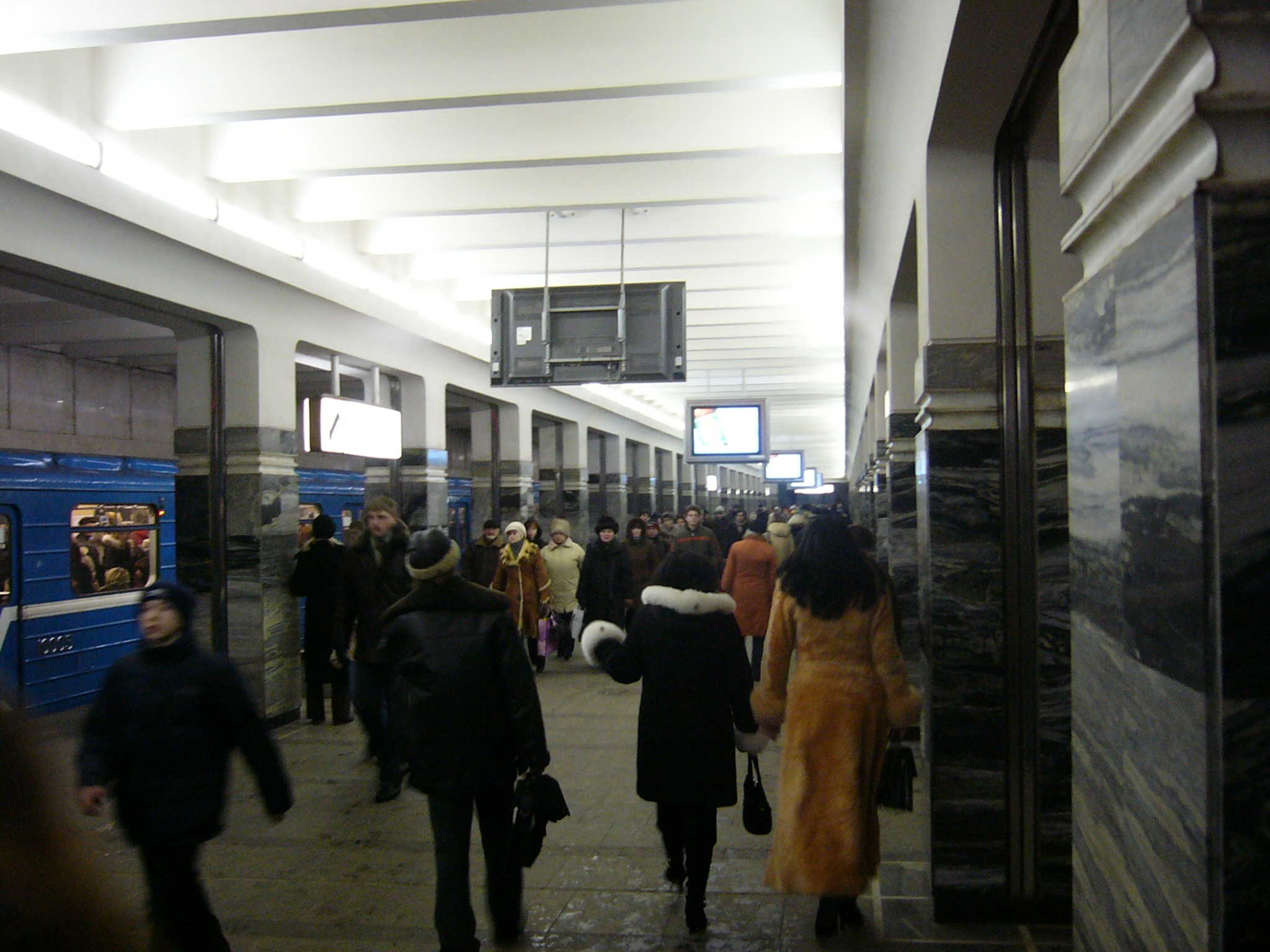
Akademija navuk
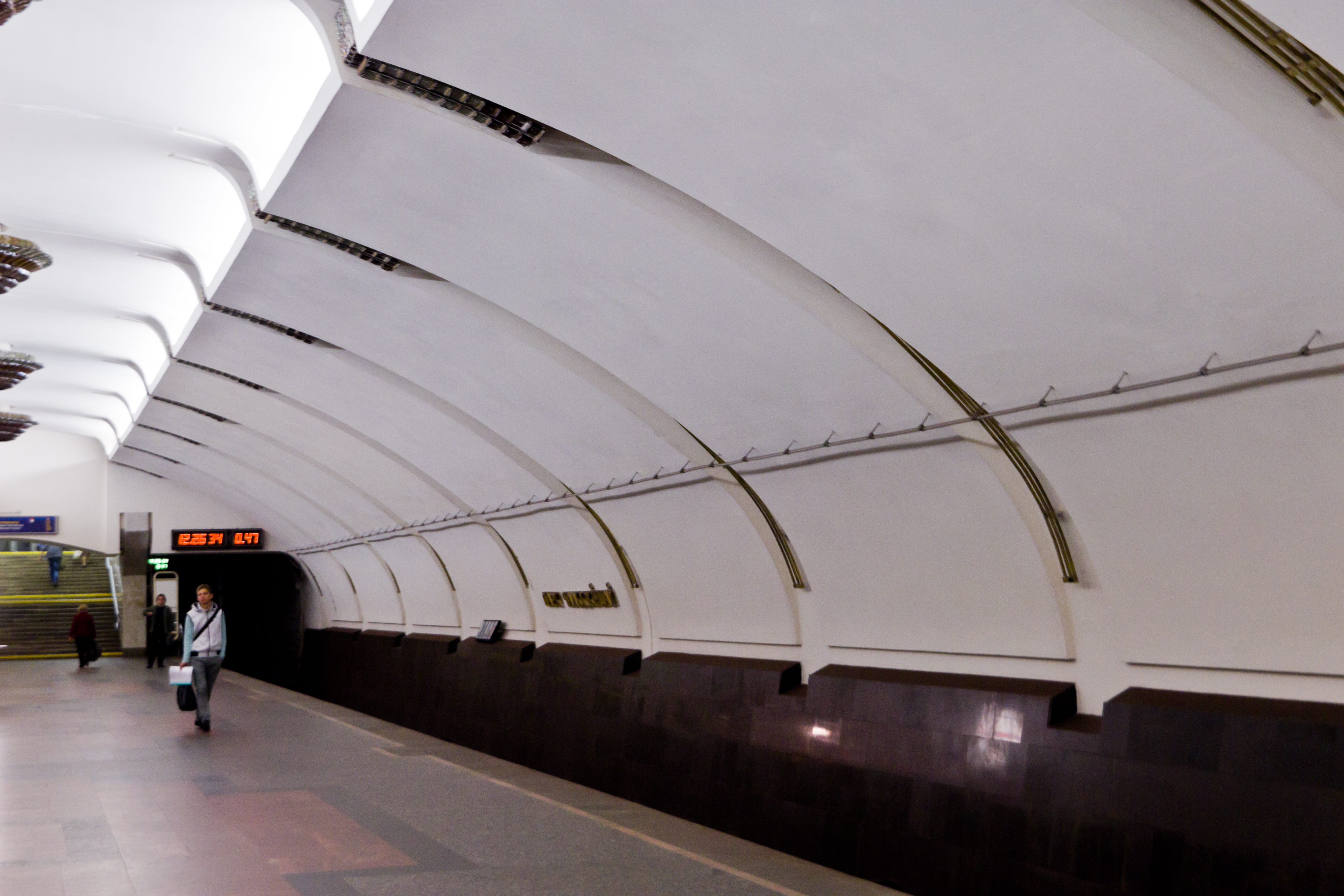
Park Csaljuszkincav
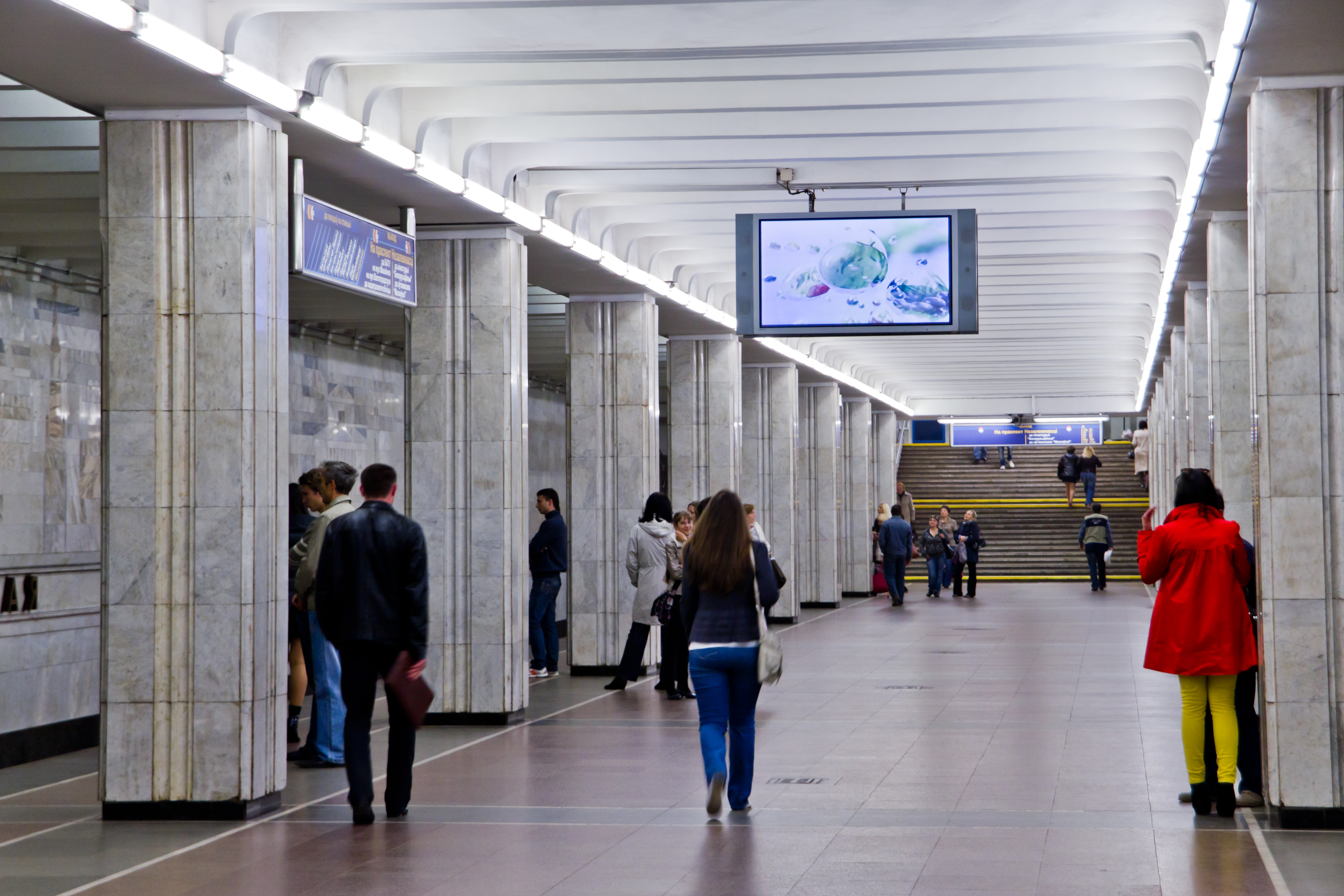
Maszkovszkaja
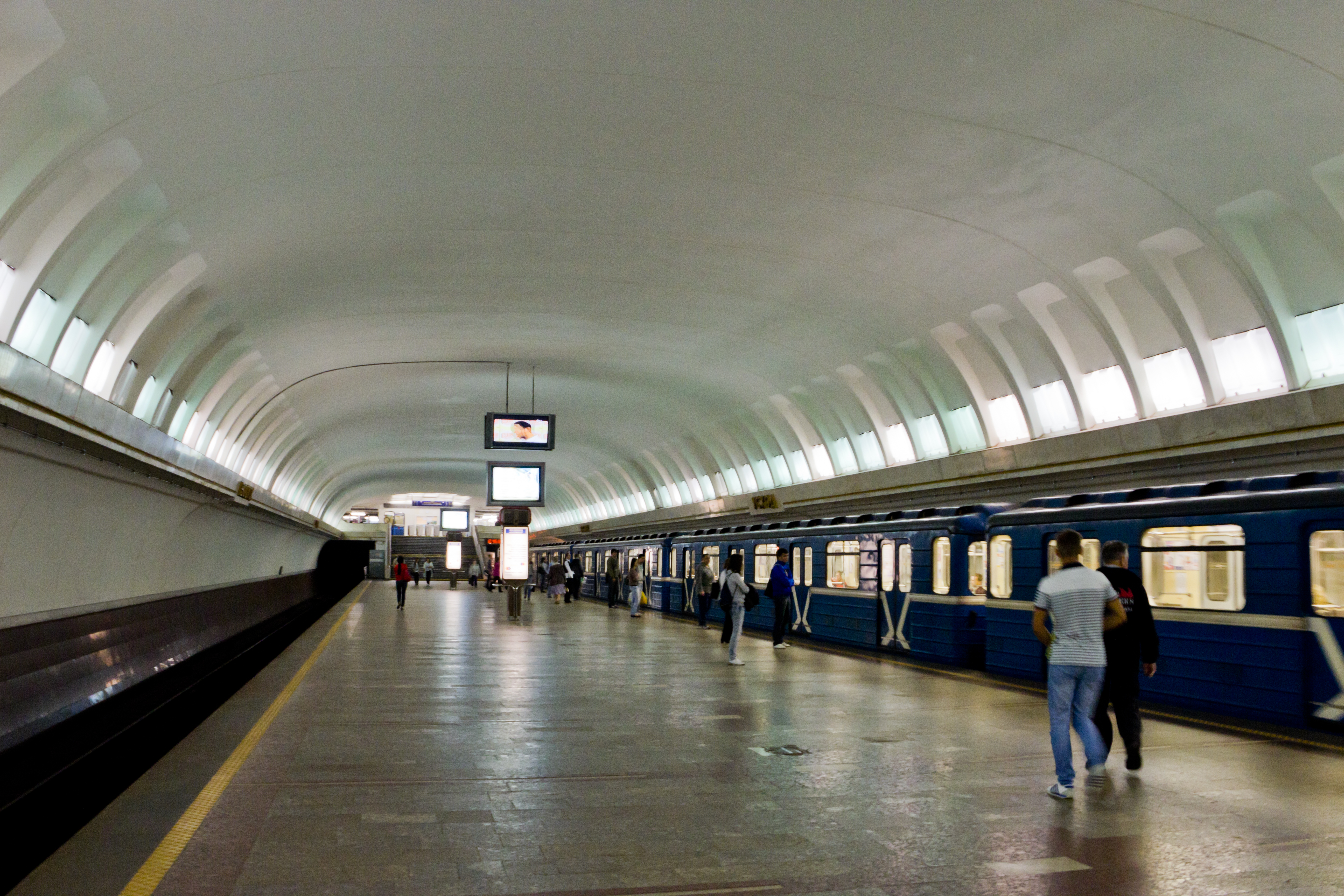
Uszhod
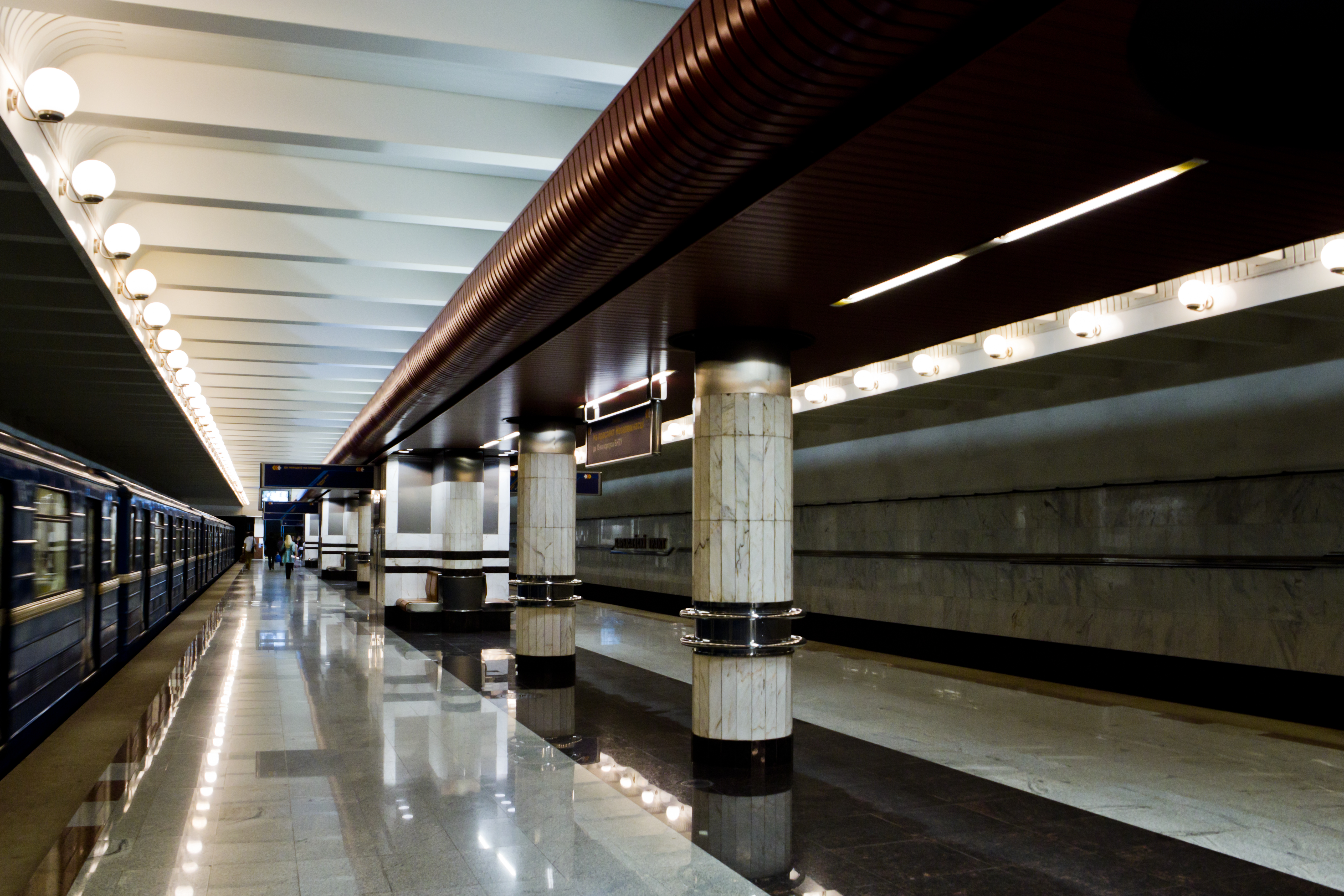
Bariszavszki trakt
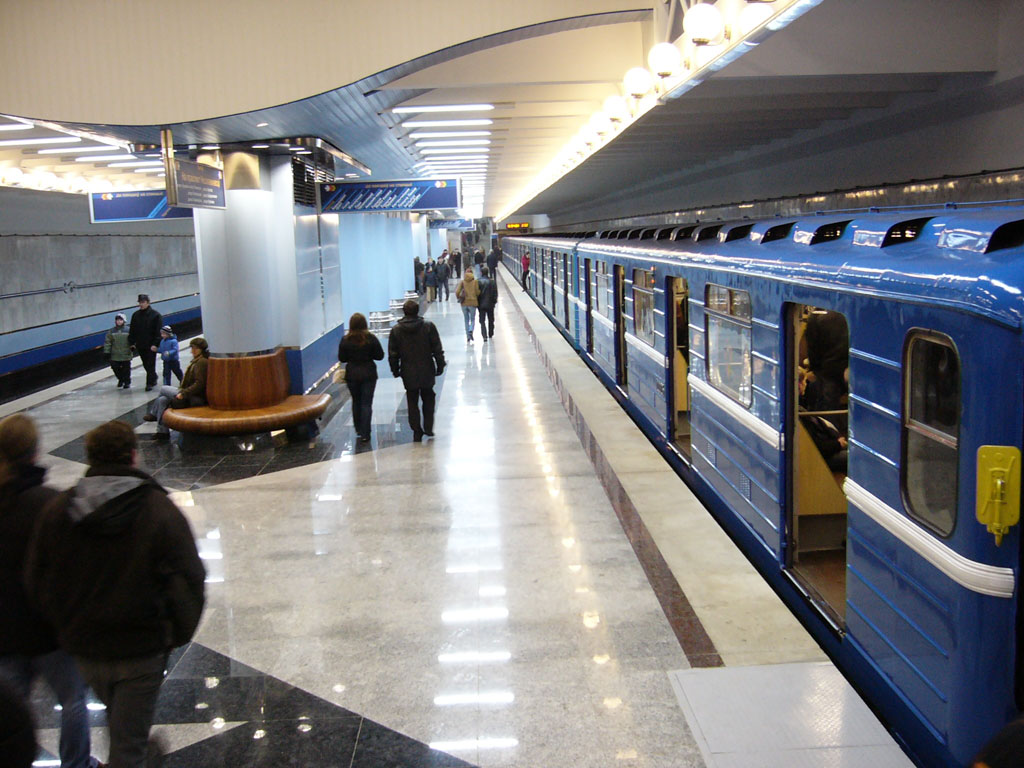
Urucscsa

## Avtozavodszkaja vonal

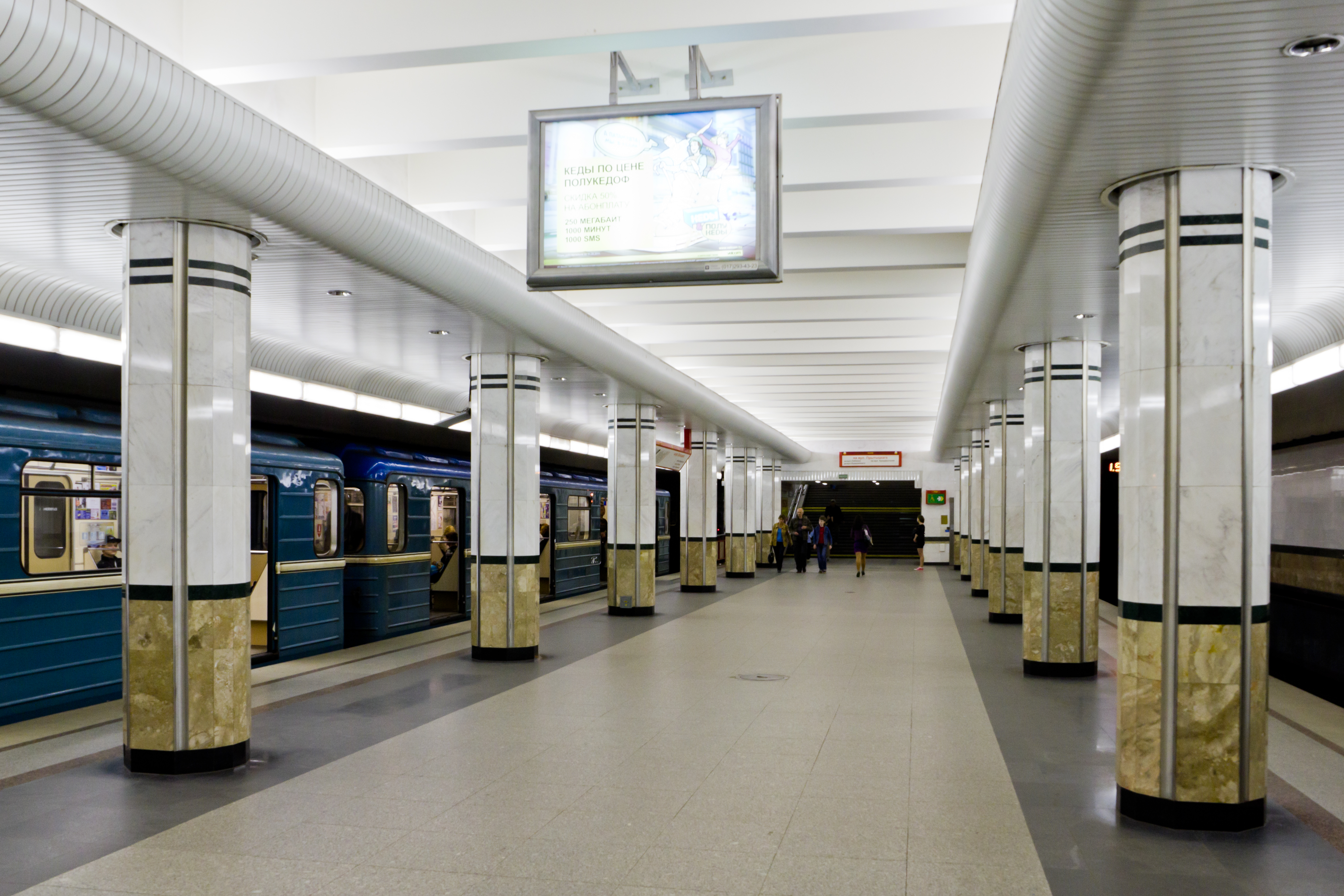
Kamjennaja Horka
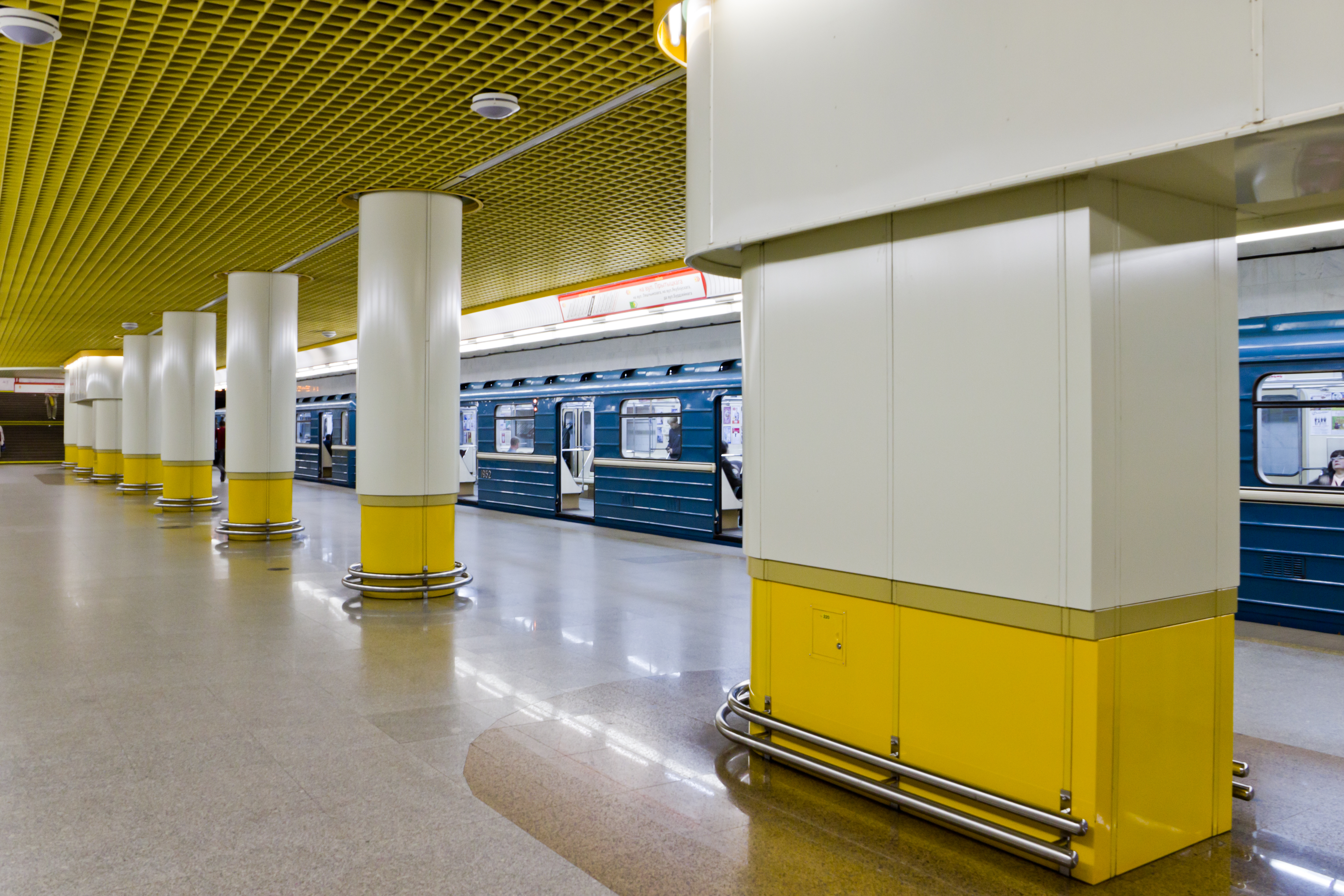
Kuncauscsina
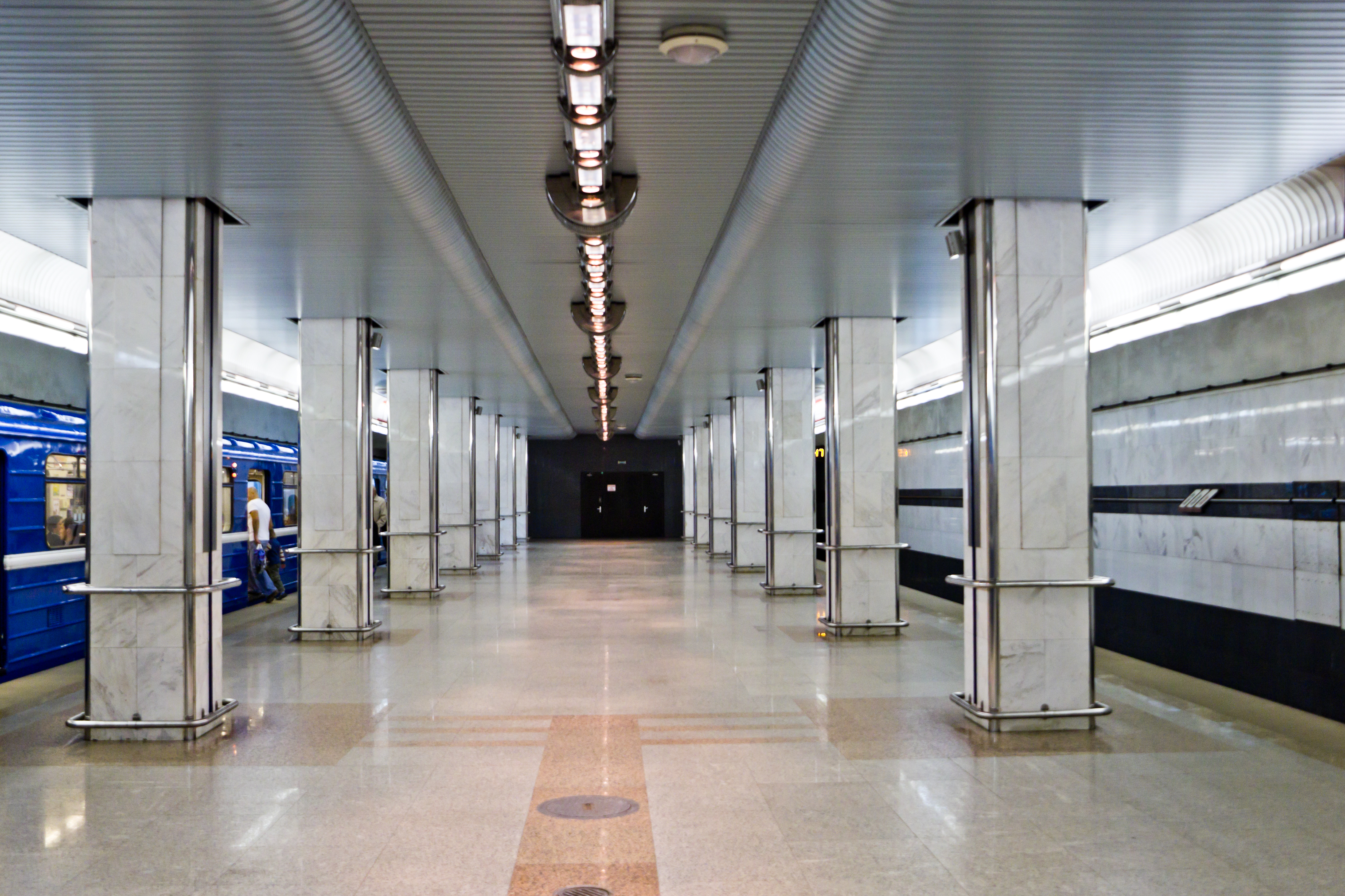
Szpartivnaja
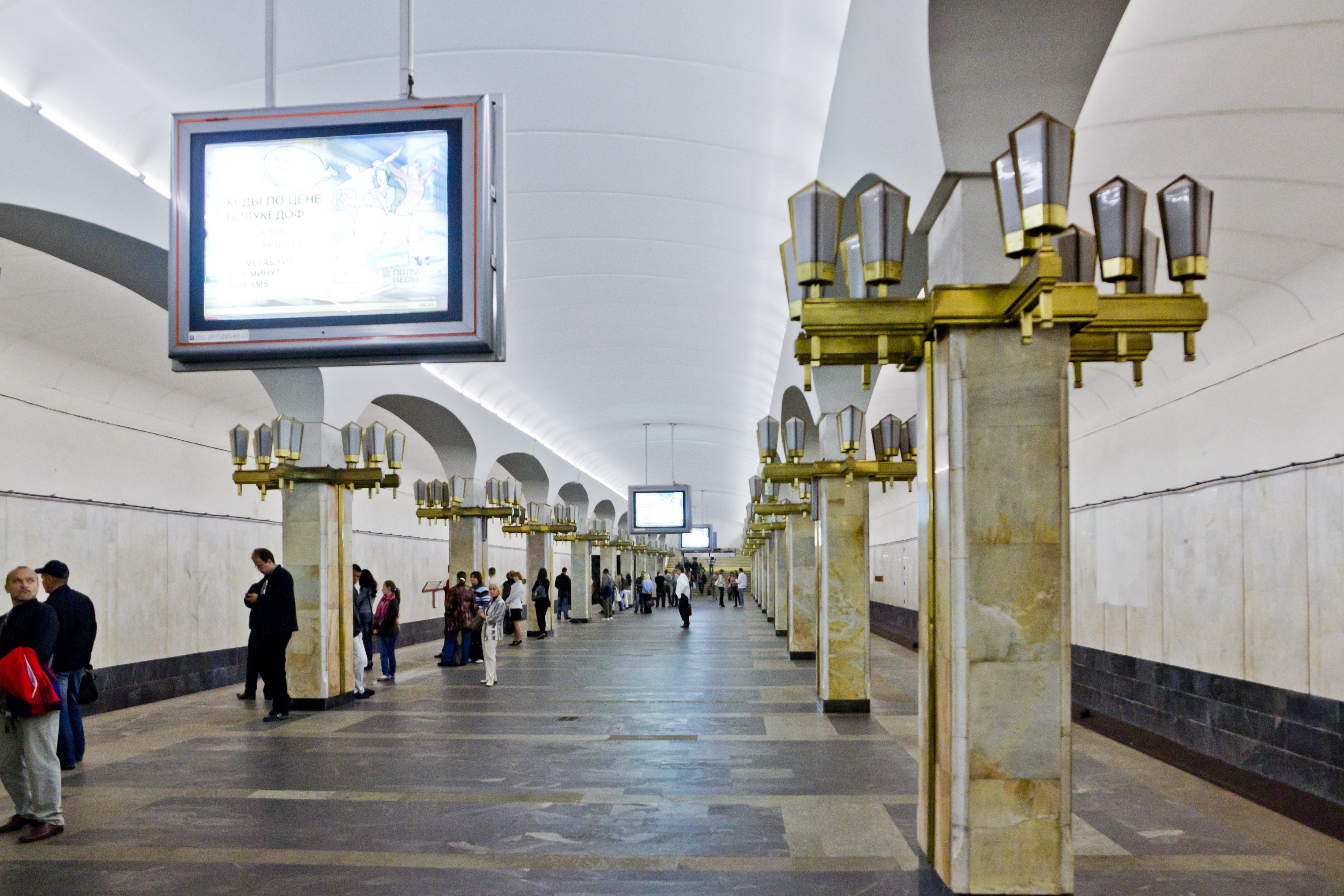
Puskinszkaja
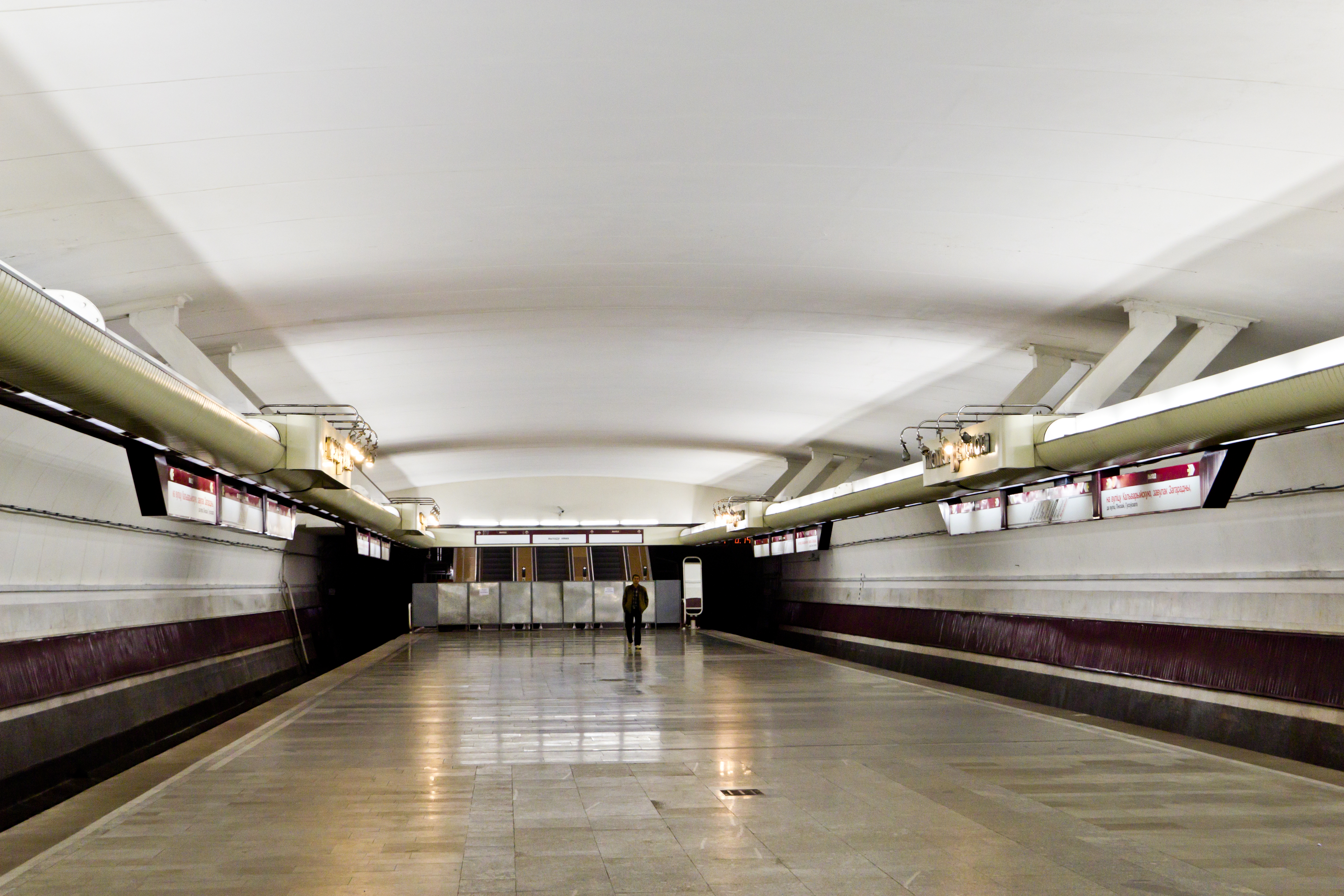
Maladzjozsnaja
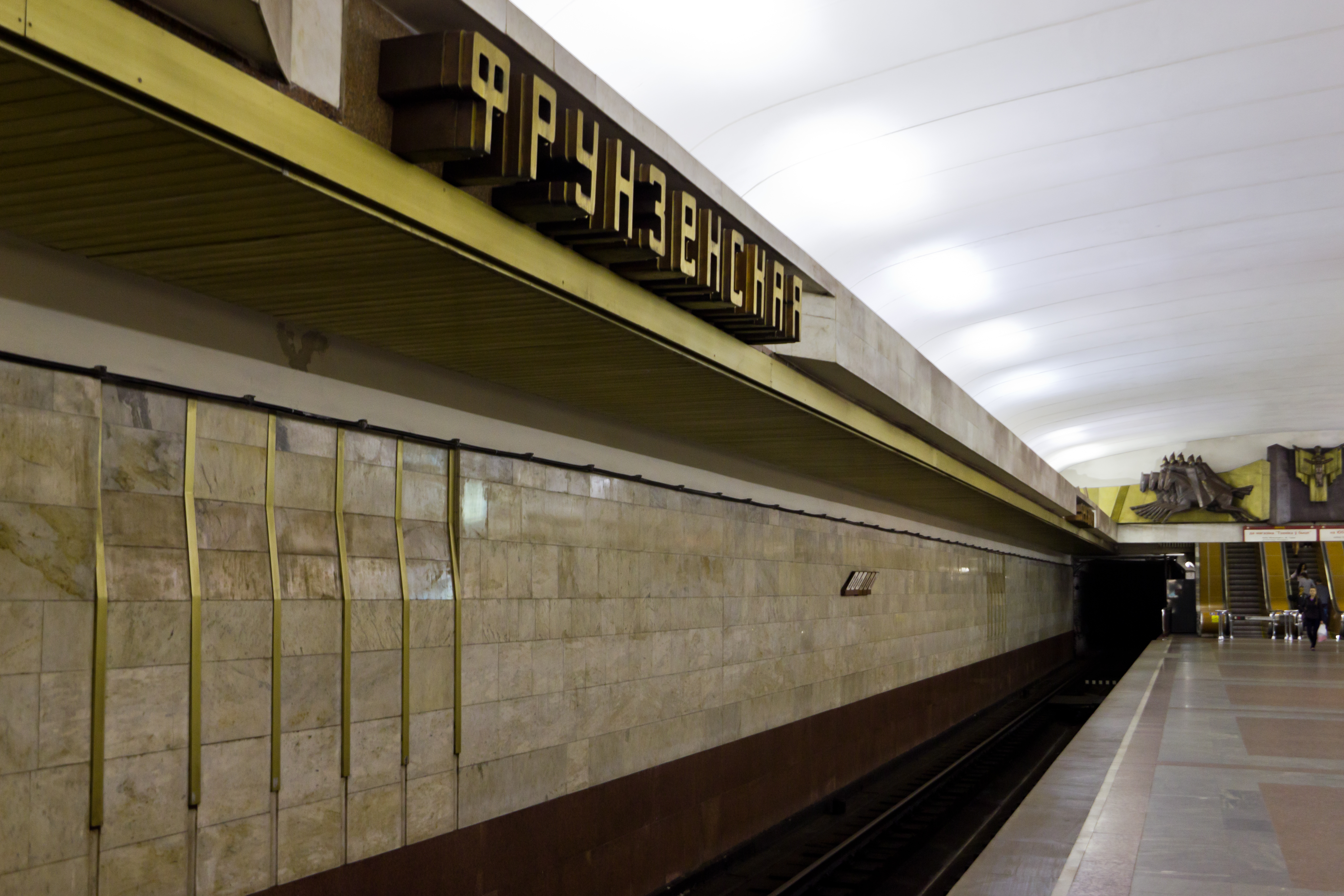
Frunzjenszkaja

## Fordítás
- Ez a szócikk részben vagy egészben  a   Minsk Metro című angol Wikipédia-szócikk fordításán alapul.  Az eredeti cikk szerkesztőit annak laptörténete sorolja fel. Ez a jelzés csupán a megfogalmazás eredetét és a szerzői jogokat jelzi, nem szolgál a cikkben szereplő információk forrásmegjelöléseként.
- Ez a szócikk részben vagy egészben  a(z)   Минский метрополитен című orosz Wikipédia-szócikk fordításán alapul.  Az eredeti cikk szerkesztőit annak laptörténete sorolja fel. Ez a jelzés csupán a megfogalmazás eredetét és a szerzői jogokat jelzi, nem szolgál a cikkben szereplő információk forrásmegjelöléseként.